# Foce del Tagliamento
Foce del Tagliamento este o arie protejată (arie de protecție specială avifaunistică — SPA) din Italia întinsă pe o suprafață de 280 ha, integral pe uscat.

## Localizare
Centrul sitului Foce del Tagliamento este situat la coordonatele 45°38′30″N 13°05′19″E / 45.641727°N 13.088699°E.

## Înființare
Situl Foce del Tagliamento a fost declarat arie de protecție specială avifaunistică în august 2003 pentru a proteja 2 specii de plante și 34 de specii de animale.

## Biodiversitate
Situată în ecoregiunea continentală, aria protejată conține 11 habitate naturale: Dune mobile cu vegetație embrionară, Pajiști cu Molinia pe soluri calcaroase, turboase sau argilos-nămoloase (Molinion caeruleae), Pajiști umede mediteraneene cu ierburi înalte de Molinio-Holoschoenion, Tufărișuri halofile mediteraneene și termo-atlantice (Sarcocornetea fruticosi), Dune împădurite cu Pinus pinea și/sau Pinus pinaster, Păduri de Quercus ilex și Quercus rotundifolia, Dune mobile de-a lungul țărmului cu Ammophila arenaria („dune albe”), Salicornia și alte specii anuale care populează regiunile mlăștinoase și nisipoase, Dune de coastă fixe cu vegetație erbacee („dune gri”), Dune de coastă cu Juniperus spp., Vegetație anuală la limita mareei.
La baza desemnării sitului se află mai multe specii protejate:
- plante (2): Euphrasia marchesettii, Salicornia veneta
- păsări (32): pescăruș albastru (Alcedo atthis), egretă mare (Ardea alba), stârc roșu (Ardea purpurea), stârc galben (Ardeola ralloides), ciuf de câmp (Asio flammeus), buhai de baltă (Botaurus stellaris), bătăuș (Calidris pugnax), caprimulg (Caprimulgus europaeus), chirighiță neagră (Chlidonias niger), erete de stuf (Circus aeruginosus), erete vânăt (Circus cyaneus), erete cenușiu (Circus pygargus), acvilă țipătoare (Clanga clanga), dumbrăveancă (Coracias garrulus), lebădă de iarnă (Cygnus cygnus), egretă mică (Egretta garzetta), șoim de iarnă (Falco columbarius), cufundar polar (Gavia arctica), cufundar mic (Gavia stellata), ciovlica roșcată (Glareola pratincola), codalb (Haliaeetus albicilla), piciorong (Himantopus himantopus), stârc pitic (Ixobrychus minutus), sfrâncioc roșiatic (Lanius collurio), cormoran mic (Microcarbo pygmaeus), stârc de noapte (Nycticorax nycticorax), Phalacrocorax carbo sinensis, cresteț pestriț (Porzana porzana), ciocântors (Recurvirostra avosetta), chiră de baltă (Sterna hirundo), chiră mică (Sternula albifrons), Zapornia parva
- reptile (2): țestoasa de baltă (Emys orbicularis), țestoasă bănățeană (Testudo hermanni)

Pe lângă speciile protejate, pe teritoriul sitului au mai fost identificate 19 specii de plante, 1 specie de mamifere, 1 specie de nevertebrate, 2 specii de reptile.